# Neuweg
Neuweg o La Chaussée è un ex comune francese di 422 abitanti, ora frazione di Saint-Louis, situato nel dipartimento dell’Alto Reno nella regione del Grande Est.
Il centro smise di costituire un comune autonomo nel 1830, quando avvenne la divisione delle sette frazioni fra tre comuni.

## Origini del nome
L'antica forma Newen Weg (1568) significava "Via Nuova" in tedesco. Anche Chaussée in francese significa "Via Maestra".

## Storia
All’epoca romana risale la realizzazione di una strada parallela al Reno che collegava Basilea a Strasburgo. Nel 1568 fu menzionato per la prima volta il nome della località: in questo secolo diversi ugonotti francesi, rifugiatisi presso Basilea, fondarono nuove industrie tessili e, lungo la strada per la città svizzera, apparvero locande e fermate per i viaggiatori. Il comune nacque nel XVIII secolo con l’unione di sette frazioni sparse. Nel 1830 fu scorporato: Stutz andò sotto Bartenheim; Richardshäuser, Loechlé e Schäferhof finirono sotto Kembs; Langenhäuser, Hoberhätiser e Dreihäuser fecero parte di Blotzheim fino al 1958, quando passarono sotto Saint-Louis.

### Simboli
Lo stemma del vecchio comune di Neuweg era: di rosso, alla pietra miliare d'argento, caricata di un garofano (œillet) di porpora, bottonato d'oro, stelato di verde, e sormontata dalle lettere maiuscole N e W pure d'argento.
È stato ritirato nel 1858 contestualmente alla fusione con Saint-Louis.